# Масторакис, Нико
Нико Масторакис (англ. Nico Mastorakis, род. 28 апреля 1941) — американский кинорежиссёр, сценарист и продюсер греческого происхождения, получивший известность главным образом, как режиссёр фильмов категории «B».

## Краткая биография
Родился в Афинах (Греция). Свою карьеру в кино начал в 1975 году, тогда же снял фильм «Остров смерти». Снял около 15-ти фильмов, среди которых «Под покровом ночи», «Полуденный кошмар», «Голая правда» и др.

## Фильмография

### Режиссёр
- 1975 — Остров смерти
- 1976 — Смерть с голубыми глазами
- 1978 — Греческий магнат
- 1982 — Прилив крови
- 1984 — Свидание с незнакомцем
- 1984 — Путешественник во времени
- 1985 — Поднебесье
- 1986 — Нулевые ребята
- 1987 — Ветер
- 1987 — Терминал воздействия
- 1988 — Академия ниндзя
- 1988 — Глюк
- 1988 — Кровавый камень
- 1988 — Полуденный кошмар
- 1988 — Тёмная комната
- 1990 — Нанятые для убийства
- 1990 — Под покровом ночи
- 1990 — Убийцы по контракту
- 1992 — Голая правда
- 2002 — Для убийцы.com

### Оператор
- 1975 — Остров смерти

### Монтажёр
- 1987 — Ветер
- 1988 — Глюк
- 1988 — Полуденный кошмар

### Продюсер
- 1988 — Бабушкин дом